# Mołoga (miasto)

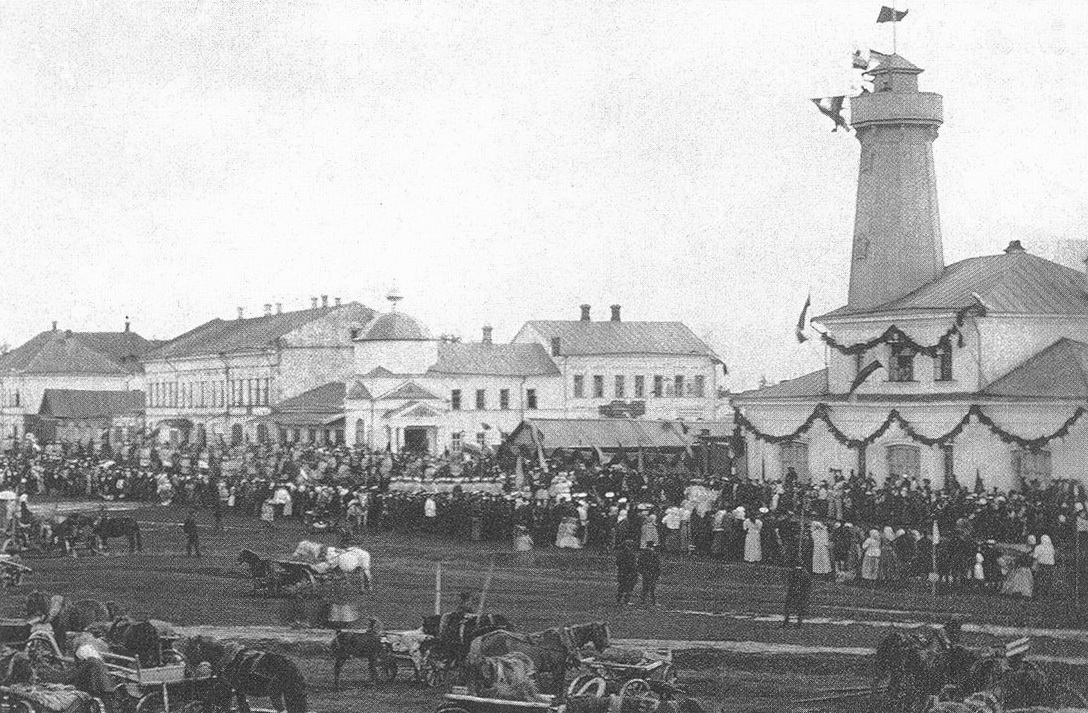
Mołoga

Mołoga – nieistniejące dziś miasto położone przy ujściu rzeki Mołoga do Wołgi w odległości 32 kilometry od Rybińska. Znane już w XIII wieku, na początku XX wieku zamieszkiwane przez około 5 tysięcy mieszkańców.
W mieście tym było 6 kościołów i cerkwi, 5 instytucji dobroczynnych, 3 biblioteki, 9 szkół – w tym jedna z pierwszych w Rosji szkoła gimnastyczna P.M. Podosenowa. Ponadto były tam: izba skarbowa, bank, poczta, telegraf, kino, szpital na 30 łóżek, ambulatorium, apteka oraz kilka małych fabryk przetwarzających produkty rolne i leśne.
We wrześniu 1935 roku władze państwowe podjęły decyzję o budowie dwóch hydroelektrowni – w tym Zbiornika Rybińskiego, którego poziom lustra pierwotnie został zaprojektowany na 98 m n.p.m. Pierwszego stycznia 1937 roku zapadła decyzja o podwyższeniu poziomu lustra wody w zbiorniku do 102 m n.p.m., co prawie dwukrotnie zwiększyło powierzchnię zatapianych ziem. Miasto Mołoga leżało na poziomie 100 m n.p.m. Część mieszkańców, która nie zgodziła się na przesiedlenie, utonęła podczas zatapiania miasta (według oficjalnych danych były to 294 osoby).
Lustro wody zbiornika waha się i, mniej więcej raz na dwa lata, Mołoga wynurza się z wody ujawniając obrys ulic z fundamentami domów i cmentarze z pomnikami.
W Rybińsku działa Muzeum Kraju Mołogskiego.